# Elmar Kulke
Elmar Kulke (* 10. Februar 1958 in Bad Hersfeld) ist ein deutscher Geograph und Professor an der Humboldt-Universität zu Berlin.

## Leben
1978 bis 1983 studierte Kulke Geographie, Volkswirtschaftslehre, Stadt- und Regionalplanung und Geologie in Hannover, Braunschweig und Göttingen. Seine Diplomarbeit verfasste er über „Regionalpolitische Strategien in Entwicklungsländern“. Er lehrte an der Universität Hannover, wo er 1986 promovierte („Industrialisierung peripherer Regionen in Malaysia“) und 1991 habilitierte („Veränderungen in der Standortstruktur des Einzelhandels“). Seit 1994 hat er den Lehrstuhl für Wirtschaftsgeographie an der Humboldt-Universität zu Berlin inne. Kulke war von 2003 bis Ende 2007 Präsident der Deutschen Gesellschaft für Geographie (DGfG).

## Werk
Kulkes Arbeitsschwerpunkte sind in der Forschung Wirtschaftsgeographie (vor allem Industrie- und Dienstleistungsgeographie) und als Bezugsräume Deutschland (vor allem Berlin/Brandenburg) und Südostasien (vor allem Malaysia). In der Lehre liegt der Schwerpunkt auf theoriegeleiteter und anwendungsorientierter Wirtschaftsgeographie. Bekannt wurde er unter anderem als Verfasser des Lehrbuchs „Wirtschaftsgeographie“.

## Schriften (Auswahl)
- Elmar Kulke: Wirtschaftsgeographie. 4. Auflage, Schöningh, Paderborn / München / Wien / Zürich 2013, ISBN 978-3-8252-4016-5 (= Grundriss Allgemeine Geographie; UTB)
- Elmar Kulke: Kuba – auf Tour. Spektrum, Heidelberg 2011, ISBN 978-3-8274-2596-6.